# Carl Bessai
Carl Bessai (né en 1966 en Alberta) est un réalisateur canadien.

## Filmographie
- 2001 : Lola
- 2003 : Emile
- 2007 : Normal
- 2008 : Mothers & Daughters (en)
- 2009 : Cole
- 2010 : Repeaters
- 2011 : Sisters & Brothers
- 2013 : No Clue
- 2013 : Embrace of the Vampire
- 2014 : Bad City